# Chiesa di San Valentino (Sarentino)
La chiesa di San Valentino (in tedesco St. Valentin in Astfeld) è una chiesa sussidiaria a Campolasta (Astfeld), frazione di Sarentino in Alto Adige. Fa parte del decanato di Bolzano-Sarentino e la sua storia inizia probabilmente nel XII secolo.

## Storia

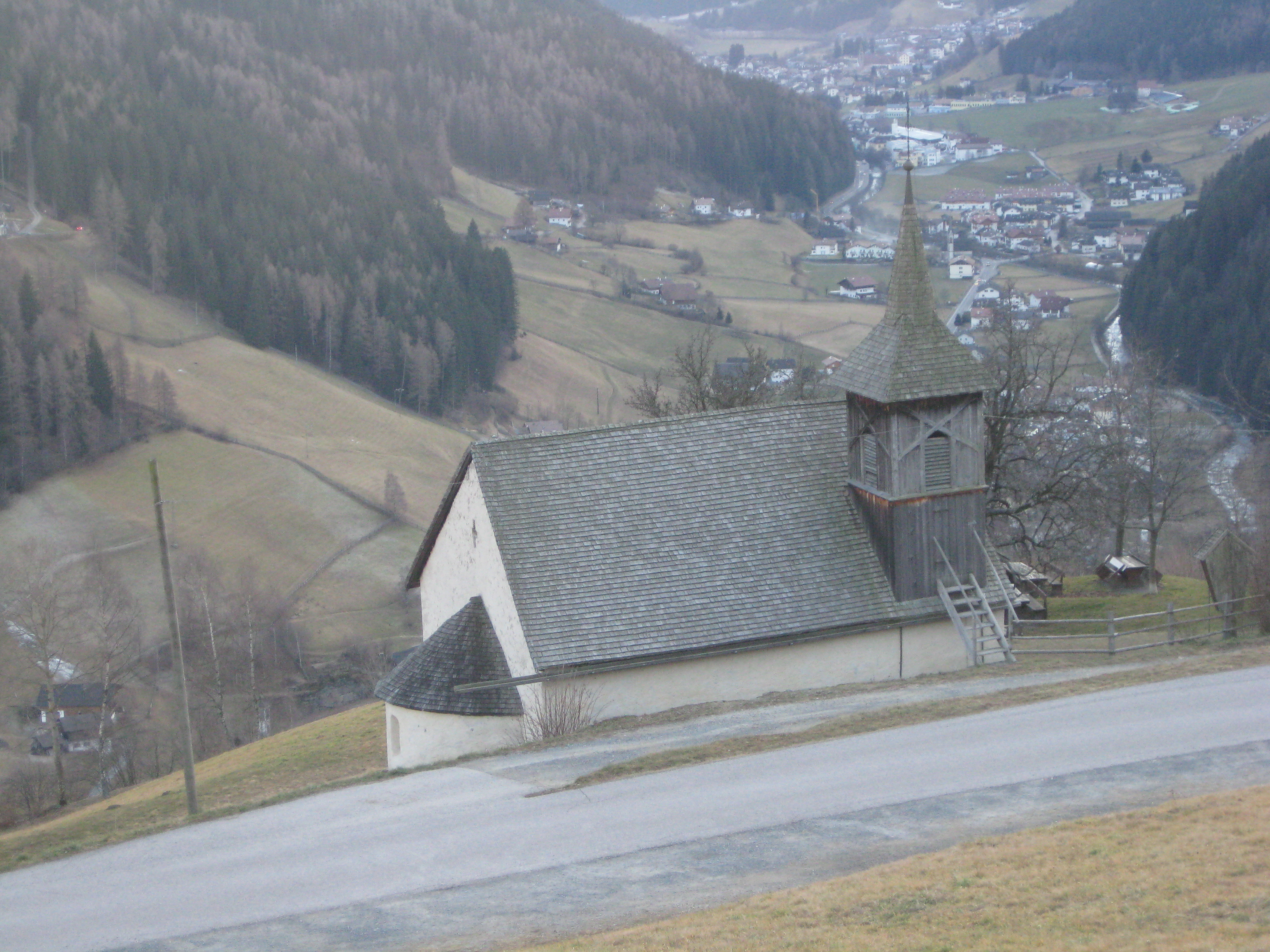
La chiesa di San Valentino con la piccola abside e la caratteristica torre campanaria in legno. Dalla chiesa si ha una vista sulla vallata sottostante.

La piccola chiesa di san Valentino, posta sulla parete sud del monte Ganda, è il luogo di culto più antico della val Sarentino e risale al XII secolo (o forse al secolo successivo). Viene ricordata su documenti a partire dal 1367.

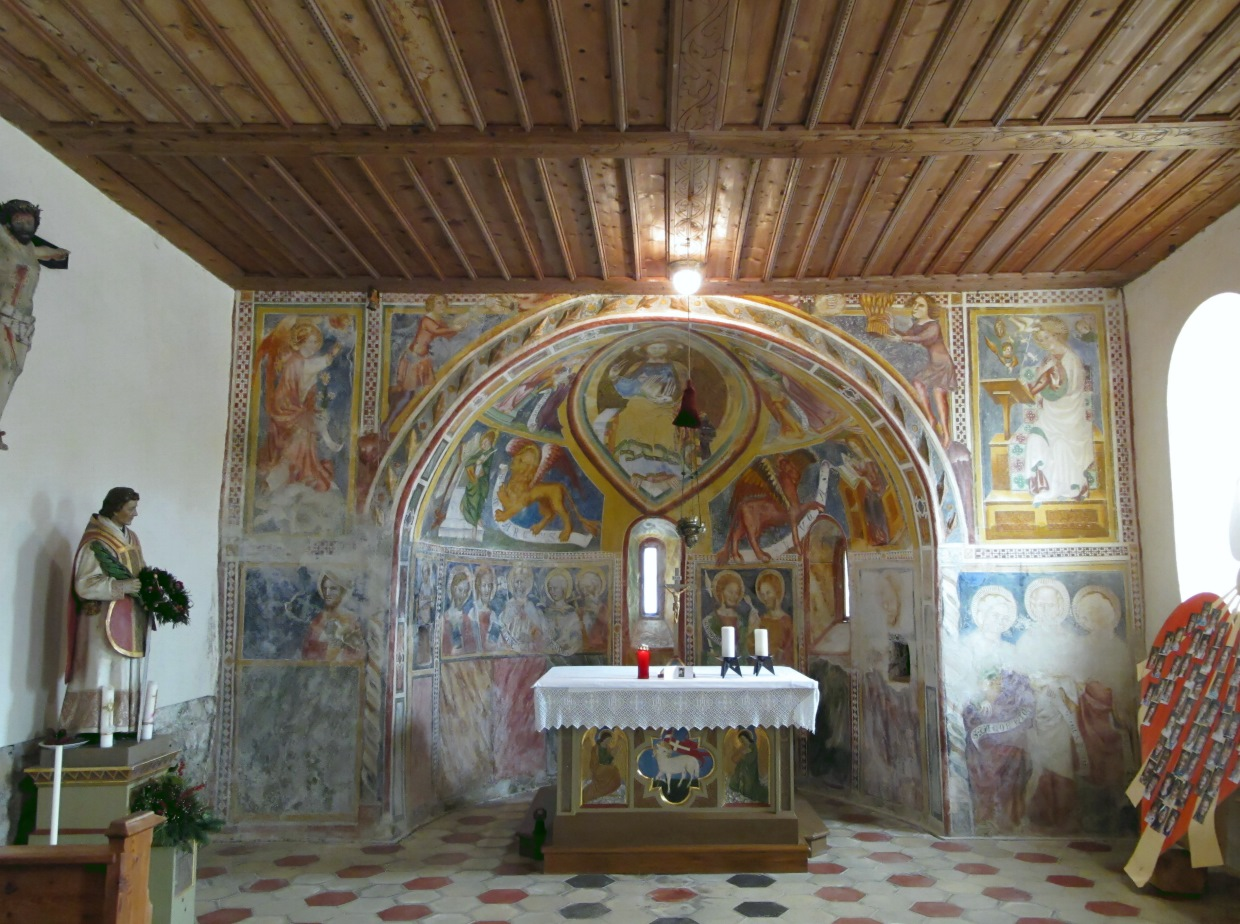
Interno della sala e zona presbiteriale della chiesa.

## Descrizione
La piccola chiesa con dedicazione a san Valentino si trova in posizione isolata accanto ad un'azienda agricola con agriturismo a nord del centro abitato di Campolasta, su un dosso, ed è raggiungibile in poco più di mezz'ora con un sentiero oppure con la strada asfaltata. Presenta orientamento verso ovest.
Il prospetto principale è semplice, a capanna con due spioventi. Una tettoia in legno protegge il portale di accesso con arco a tutto sesto e i notevoli affreschi che decorano la parte centrale del prospetto: una Crocifissione e la raffigurazione di San Valentino databili almeno al XIV secolo.
La torre campanaria in legno è collocata direttamente sul tetto ed è raggiungibile dall'esterno con una scala posta a nord, vicino alla strada. Le coperture sia della chiesa sia della torre sono in scandole di legno.
L'interno della sala, a navata unica, è estremamente semplice, con un soffitto ligneo piatto e una zona presbiteriale di piccole dimensioni, adatta a contenere l'unico altare presente. La parte dell'abside è la più interessante di tutto l'edificio e raccoglie un ciclo di affreschi molto significativo e ben conservato. Al centro della volta si trova la raffigurazione del Cristo in mandorla affiancato dai Quattro Evangelisti.